# Carhartt Automobile Corporation
Carhartt Automobile Corporation war ein US-amerikanischer Hersteller von Automobilen.

## Unternehmensgeschichte
Der Geschäftsmann Hamilton Carhartt († 1937) hatte 1889 Detroit in Michigan eine Fabrik zur Herstellung von Berufskleidung gegründet, die als Carhartt, Inc. bis heute besteht. Über private Kontakte mit führenden Automobilherstellern dieser Zeit, Henry B. Joy von Packard, Walter P. Chrysler von Buick und Roy D. Chapin von Hudson, kam er zum Automobilbau.
Im März 1910 gründete er die Carhartt Automobile Corporation zur Herstellung von Personenwagen der Mittelklasse. Geschäftsführer und Vizepräsident des Unternehmens wurde sein Sohn Hamilton Carhartt Jr. Der Firmensitz befand sich an der Kreuzung von Jefferson Avenue und Townsend Street (heute Baldwin Street) in Detroit. Im August 1910 begann die Produktion von Automobilen, die bereits dem Modelljahr 1911 zugeordnet wurden. Der Markenname lautete Carhartt. Es scheint, dass die Association of Licensed Automobile Manufacturers (A.L.A.M.) Carhartt zunächst die Erteilung einer Selden-Lizenz zusagte, diese dann aber doch verweigerte. Das Unternehmen hatte bereits in Maschinen und Material investiert und produzierte ohne solche Lizenz, was das Risiko barg, von der A.L.A.M. verklagt zu werden. Das Selden-Patent war ein eher dubioses aber in seiner Rechtswirksamkeit 1909 bestätigtes Universalpatent auf alle in den USA hergestellten oder importierten Kraftfahrzeuge mit Verbrennungsmotor. Nach anfänglichem Erfolg wurde auch eine Nutzfahrzeugproduktion ins Auge gefasst. Wegen wirtschaftlicher Probleme kam es nicht mehr dazu. Um einer drohenden Insolvenz zuvorzukommen, beschloss Hamilton Carhartt Anfang 1912, aus der Automobilherstellung auszusteigen. Im März 1912 endete die Produktion. Insgesamt wurden ca. 500 Carhartt-Automobile hergestellt, von denen wohl keines mehr existiert.
Die Monarch Motor Car Company übernahm das Werk.

## Fahrzeuge
Im Angebot standen ausschließlich Fahrzeuge mit Vierzylindermotoren von Continental.
1911 gab es den Junior als Model J. Sein Motor leistete 25 PS. Der Radstand betrug 300 cm. Überliefert sind Roadster und Tourenwagen. Die Modellreihe Four hatte einen stärkeren Motor mit 35 PS. Der Radstand war identisch. Zur Wahl standen Model A als Gunboat Special, Model B als Phaeton, Model C als Runabout, Model D als Coupé, Model G als Landaulet und Model H als Limousine.
1912 erhielt der Junior als Model J einen kürzeren Radstand von 274 cm. Die Motorleistung wurde auf 30 PS gesteigert. Neben einem Fore-Door Tourist Runabout gab es Limousine und Coupé. Die größere Modellreihe wurde nun nur noch Model B genannt. Der Radstand des Fahrgestells blieb unverändert. Der Motor leistete nun 50 PS. Die Karosserieformen beschränkten sich auf Fore-Door Touring Flyabout, Limousine und Coupé.

## Modellübersicht
| Jahr | Modell  | Ausführung | Zylinder | Leistung (PS) | Radstand (cm) | Aufbau                                       |
| ---- | ------- | ---------- | -------- | ------------- | ------------- | -------------------------------------------- |
| 1911 | Four    | Model A    | 4        | 35            | 300           | Gunboat Special                              |
| 1911 | Four    | Model B    | 4        | 35            | 300           | Phaeton                                      |
| 1911 | Four    | Model C    | 4        | 35            | 300           | Runabout                                     |
| 1911 | Four    | Model D    | 4        | 35            | 300           | Coupé                                        |
| 1911 | Four    | Model G    | 4        | 35            | 300           | Landaulet                                    |
| 1911 | Four    | Model H    | 4        | 35            | 300           | Limousine                                    |
| 1911 | Junior  | Model J    | 4        | 25            | 300           | Roadster, Tourenwagen                        |
| 1912 | Junior  | Model J    | 4        | 30            | 274           | Fore-Door Tourist Runabout, Limousine, Coupé |
| 1912 | Model B |            | 4        | 50            | 300           | Fore-Door Tourist Flyabout, Limousine, Coupé |